# Coulombs-en-Valois
Coulombs-en-Valois é uma comuna francesa localizada na região administrativa da Île-de-France, no departamento Sena e Marne. A comuna possui 566 habitantes segundo o censo de 2020.